# Vladperpunkt
Vladperpunkt (en russe : Владперпункт) ou, dans le langage officiel, Point de transit Dalstroï à Vladivostok (en russe : Владивостокский пересыльный пункт Дальстроя) était un camp de concentration, une unité organisée au sein du complexe de camps du Sevvostlag, du Dalstroï de la Guépéou et du NKVD. Le nombre maximum de détenus s'élevait à Vladivostok à 18 500 personnes. L'écrivain Ossip Mandelstam est mort dans ce camp le 27 décembre 1938 puis son corps jeté dans la fosse commune.
Dalstroï était un trust créé pour l'exploitation de gisement de minerais lors de la période de la fièvre de l'or à la Kolyma. Chaque année, des dizaines de milliers de nouveaux prisonniers lui étaient envoyés par Vladivostok où existait ce camp de transit.
Vladperpunkt était un camp secret. Selon l'historien Valeri Markov, cela était dû au fait que c'est par ce point de transit « qu'étaient envoyés vers les camps de la Kolyma non seulement des membres de l'intelligentsia, mais aussi des centaines de personnalités de l'Internationale communiste et d'autres activistes du mouvement communiste international ». Ce caractère secret a posé de nombreux problèmes pour établir un calendrier de formation du camp et pour choisir son emplacement.
Dans la documentation du système des camps de travail pénitentiaires en URSS, il est affirmé que le camp a été ouvert au plus tard le 1er janvier 1940 et fermé en 1941. Toutefois, dans la littérature et les biographies sur les camps, la période d'existence est beaucoup plus étendue, soit de 1931 à 1949.

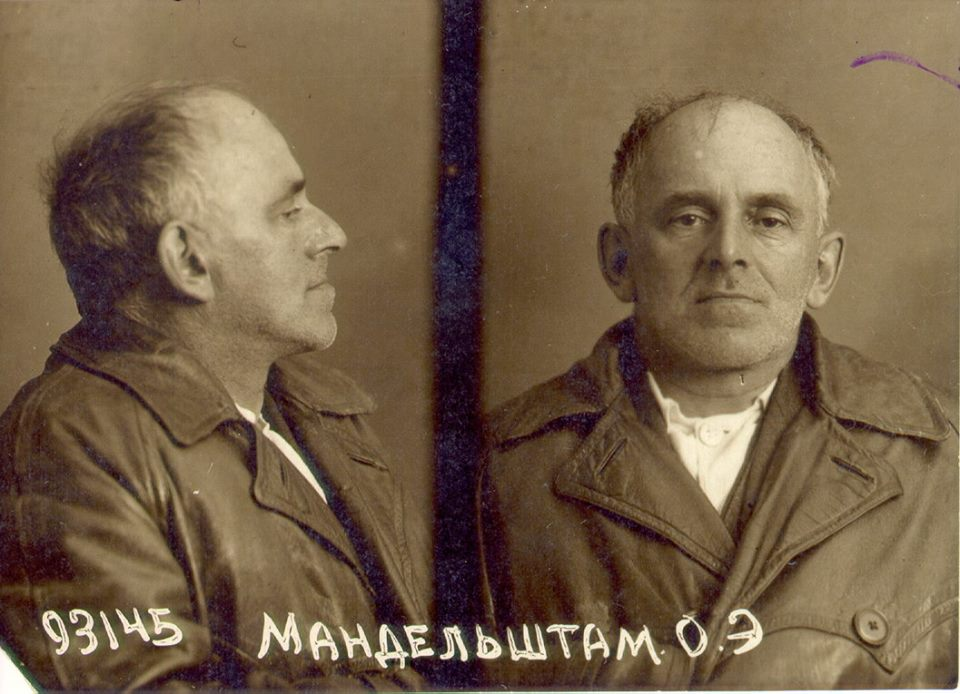
Ossip Mandelstam — poète russe mort au camp de transit de Vladperpunkt vers la Kolyma en 1938.

Il est généralement admis que le camp se trouvait dans la zone de Vtoraïa Retchka, mais à la fin des années 1930, début des années 1940, le camp se trouvait en réalité dans le raïon du Kilomètre 6 (à Morgorodok) un peu plus au nord. Les prisonniers débarquaient des trains à la station Vtoraïa Retchka d'où il se rendaient à pied à Vladperpunkt (c'est de là que provient la confusion dans les noms et les endroits).
À proximité de la gare ferroviaire Vtoraïa Retchka a été créé en 1935 le Camp de travail pénitentiaire no 1 dénommé Vladlag, alias ITL Vladivostok. C'était un camp d'importance locale. Le travail des ouvriers était utilisé sur les chantiers et les entreprises du kraï d'Extrême-Orient et dans les installations de la flotte du Pacifique. Les prisonniers ont également construit de leurs mains un réservoir d'eau sur la rivière Sedanka au nord de Vladivostok, ainsi que de nombreuses installations militaires, des usines de traitement de fruits de mer, telles que les pêcheries des baies de Kamenka et de Svetlaïa installées sur la mer du Japon.
Le poste de transfert de Vladivostok a accueilli ses premiers prisonniers à l'automne 1931. Ils ont attendu le bateau à vapeur pour la Kolyma dans des tentes provisoires. En décembre, un premier voyage maritime vers la région de la Kolyma est tenté. Mais ce n'est qu'en janvier, après avoir surmonté les dangers de la navigation à travers la glace avec l'aide d'un brise-glace, que les premiers prisonniers sont arrivés dans la baie de Nagaïev près de Magadan. Sur les 200 prisonniers embarqués, il n'en reste que 60 en vie. Mais la route était ouverte. Dès le mois d'avril 1932, le Conseil du travail et de la défense de l'URSS (CTO) ordonne la création du complexe de camps Sevvostlag sous l'autorité du NKVD. Le Vladperpunkt a commencé à fonctionner à plein régime, mais seulement durant les périodes durant laquelle la navigation est possible dans cette région (printemps, été, automne).

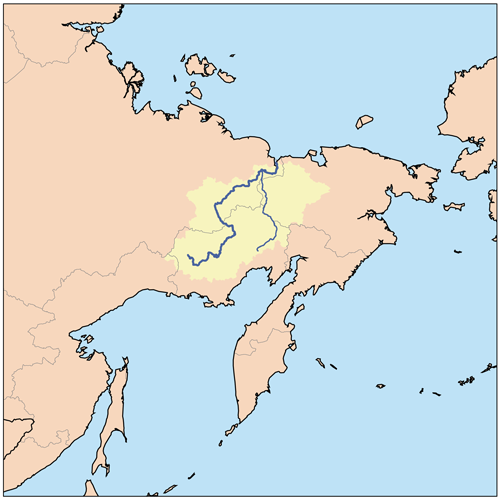
la Kolyma et les baies proches, détroit de Bering, Kamtchatka.

## En littérature russe
Selon le poète soviétique Evgueni Evtouchenko, il existe trois sommets de la littérature des camps : Une journée d'Ivan Denissovitch, d'Alexandre Soljenitsyne, Le Ciel de la Kolyma (et Le Vertige) d'Evguénia Guinzbourg et Récits de la Kolyma de Varlam Chalamov ». Sur ces trois auteurs, deux sont passés par Vladperpunkt et en ont écrit dans leurs œuvres.

## Prisonniers écrivains renommés
Liste non exhaustive des écrivains passés par ce camp de Vladperpunkt :
- Evguénia Guinzbourg
- Iouri Dombrovski
- Gueorgui Jjionov
- Ossip Mandelstam — mort dans ce camp en 1938
- Vladimir Narbout
- Varlam Chalamov